# Caterina Corner
Caterina Corner, var en dogaressa av Venedig, gift med Venedigs doge Marco Cornaro (r. 1365-1367). 
Hon beskrivs som enkel och huslig, och dogen fick en del pikar och kritik där man gjorde sig lustig över hennes brist på majestätiskt uppträdande, som då hon lappade sina egna kläder, men maken försvarade henne och kallade henne en god huslig kvinna. Hon grundade gemensamt med maken sjukhus för gamla fattiga sjuka. 